# Stanbic Bank Zambia
Stanbic Bank Zambia ist ein Tochterunternehmen der Standard Bank aus der Republik Südafrika in Sambia. Ihr Hauptsitz in Sambia ist das Woodgate House in der Cairo Road in Lusaka. Sie hat Filialen in Lusaka und in Ndola, Kitwe, Mkushi und Chingola. Früher hieß diese Niederlassung Grindlays Bank International.
Die Standard Bank Group ist eine Aktiengesellschaft und wird an der Börse von Johannesburg gehandelt. Sie hat ein Anlagevermögen von 81 Mrd. US-$ und beschäftigt weltweit 35.000 Menschen. Sie ist in weiteren 17 Staaten südlich der Sahara präsent, 21 auf anderen Kontinenten, womit sie im geringen innerafrikanischen Handel eine wesentliche Rolle spielt.
Die Stanbic Bank dürfte der schärfste Konkurrent der Zambia Export and Import Bank sein. Denn wichtiger als der innerafrikanische Handel dürfte für sie die Zwischenfinanzierung von Im- und Exporten sein. Die Clearing and Forwarding Agents in den Häfen werden ihre Finanztransaktion über Stanbic abwickeln, da ihre eigenen Mutterhäuser ebenfalls in der Republik Südafrika beheimatet sind. Stanbic agiert vor allem als Handelsbank, ihre grenzüberschreitenden innerafrikanischen Dienstleistungen vor allem in der SADC-Region dürften jedoch politisch unentbehrlich sein.